# Cèze
De Cèze is een rivier in Frankrijk met een lengte van 128 km, die door de departementen Lozère en Gard loopt. De bron is gelegen in de gemeente Saint-André-Capcèze op een hoogte van 798 meter; tussen de gemeenten Codolet et Laudun-l'Ardoise mondt de rivier uit in de Rhône, op een hoogte van 27 meter. De rivier wordt voornamelijk gevoed door regenwater, en heeft daardoor een groot verschil in debiet, met veel water in de herfst en winter, en weinig water in de zomer.
De rivier is meestal met kano's bevaarbaar; op verschillende plaatsen langs de rivier zijn kano's te huur. Bij weinig water moet de kano regelmatig over ondieptes gedragen worden. Diverse toeristische plaatsen liggen aan de rivier, waaronder Bessèges, Goudargues en Bagnols-sur-Cèze. Bijzonder bezienswaardig zijn de watervallen Cascades du Sautadet bij La Roque-sur-Cèze. Ook liggen binnen de gemeenten Saint-Privat-de-Champclos en Méjannes-le-Clap enkele naturistencampings aan de Cèze.
- Bibliothèque nationale de France: cb11955380d (data)
- Gemeinsame Normdatei: 4292058-9
- Système universitaire de documentation: 027533786
- Virtual International Authority File: 234276327